# Rapper (EP)
Rapper er en EP fra den danske rapper og sangskriver Ankerstjerne, der udkom den 16. september 2016 på ArtPeople. Om udgivelsen har Ankerstjerne udtalt: "Titlen "Rapper" er valgt, fordi det, på en eller anden måde, er essensen af alt, hvad jeg er. Jeg har elsket hiphop, siden jeg var barn. Musikken har nærmest været det eneste konstante i mit liv, siden jeg stod i skolegården og rappede for mine venner. Hiphop er grunden til, at jeg overhovedet forelskede mig i musik, og jeg føler faktisk, at jeg skylder rapmusik, at jeg er der, hvor jeg er i dag".
EP'en modtog fire ud af seks stjerner af Gaffa. Anmelderen Jens Dræby skrev blandt andet, at Ankerstjerne lyder "som et hæderligt forsøg på at være sig selv gennem de forskellige mennesker han engang har været", og fremhævede "Alle vores helte" og "Nok i mine" som de bedste sange.

## Spor
| #  | Titel                                                 | Sangskriver(e)                                                                                           | Længde |
| -- | ----------------------------------------------------- | --- | ------ |
| 1. | "Nok i mine" (featuring Lille)                        | Lars Ankerstjerne, Nicky Furdal, Alexander Salazar                                                       | 3:56   |
| 2. | "Øje på dig" (featuring Xander)                       | Ankerstjerne, Xander Linnet, Henrik Wolsing                                                              | 3:23   |
| 3. | "Alle vores helte" (featuring Pede B og Isaac Kasule) | Ankerstjerne, Furdal, Salazar, Peter Bigaard                                                             | 4:01   |
| 4. | "Eric Cantona_Freestyle"                              | Ankerstjerne, Furdal                                                                                     | 2:21   |
| 5. | "Når jeg ser tilbage" (featuring Andreas Odbjerg)     | Ankerstjerne, Andreas Krüger, Andreas Odbjerg, Marcus Winther-John, Rasmus Bosse, Furdal, Rasmus Seebach | 4:12   |
| 6. | "Sir det med en sang"                                 | Ankerstjerne, R. Seebach, Nicolai Seebach, Furdal                                                        | 3:51   |